# Medaille „Für die Verteidigung Leningrads“

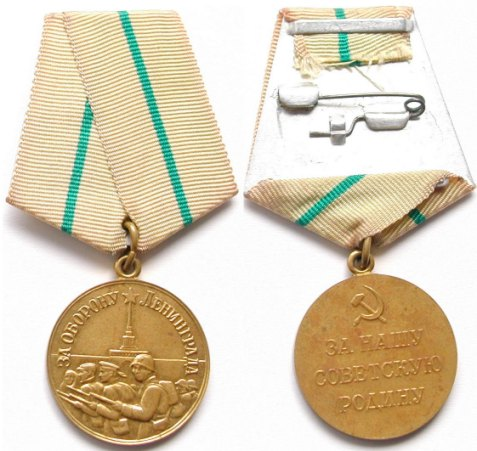
Avers und Revers der Medaille

Die Medaille „Für die Verteidigung Leningrads“ (russisch Медаль «За оборону Ленинграда» Medal «Sa oboronu Leningrada») war eine sowjetische Auszeichnung, welche an die Verteidiger der Stadt Leningrad während der Belagerung Leningrads durch deutsche und finnische Truppen während des Zweiten Weltkrieges verliehen wurde. Die Stiftung erfolgte durch Josef Stalin.

## Aussehen und Trageweise
Die bronzefarbene Medaille zeigt auf ihrem Avers oben den Turm der Admiralität, über dem ein Sowjetstern zu sehen ist. Unter der Säule marschiert eine Reihe von Menschen, deren Reihenfolge von vorn gesehen mit einem Rotarmisten beginnt, dahinter folgen ein Marinesoldat, ein Arbeiter und eine Bäuerin, die mit aufgesetztem Bajonett westwärts schreiten. Umschlossen wird die Darstellung von der Umschrift: За оборону Ленинграда (Für die Verteidigung Leningrads). Das Revers zeigt die dreizeilige Inschrift: За нашу / советскую / родину (Für unsere sowjetische Heimat). Darüber befinden sich die Symbole Hammer und Sichel.
Getragen wurde die Medaille an der linken oberen Brustseite des Beliehenen an einer langgestreckten pentagonalen stoffbezogenen Spange, deren Grundfarbe hellgrün mit senkrechtem grünen Mittelstreifen ist. Die dazugehörige Interimsspange ist von gleicher Beschaffenheit.